# GENERATIONS EX
《GENERATIONS EX》（放浪新世代 EX）是GENERATIONS的第2張原創專輯。於2015年2月18日發行。唱片公司為rhythm zone。

## 概要
- 與上一張原創專輯《GENERATIONS》相距約1年零3個月。
- 收錄第5張單曲《NEVER LET YOU GO》至第7張單曲《Sing it Loud》3首A面曲和3首B面曲。
- 本作分「初回限定盤A（CD+Blue-ray）」、「初回限定盤B（CD+DVD）」和「CD盤」3種版本
- 「初回限定盤」收錄了《NEVER LET YOU GO》、《Always with you》、《Sing it Loud》3首歌曲的Music Video，以及影像《GENERATIONS Document Movie》
- 在3月2日於公信榜專輯週排行榜取得第1位，繼《GENERATIONS》後，連續兩張專輯於排行榜取得第1位。[1]

## 收錄內容

### CD
1. Sing it Loud
（作詞：Amon Hayashi、作曲：ZETTON、SHIKATA、Chris Hope、J FAITH）
7th單曲、TBS電視台連續劇「警部補・杉山真太郎〜吉祥寺署事件FILE」主題曲
2. EVERLASTING
（作詞：Haruka Mizuguchi for Digz, Inc. Group、作曲：Ryosuke Tanaka）
3. HIGHER
（作詞：岡田マリア、作曲：SKY BEATZ・FAST LANE・CHRIS HOPE・J FAITH）
4. Always with you
（作詞：Haruka Mizuguchi、作曲：SKY BEATZ、FAST LANE）
6th單曲、讀賣電視、日本電視台連續劇「獸醫先生、是事件呀」主題曲
5. My Only Love
（作詞：岡田マリア、作曲：FAST LANE・TESUNG KIM・CASPER）
6. Pump It
（作詞：Amon Hayashi for Digz, Inc. Group、作曲：SKY BEATZ・SHIKATA・CHRIS HOPE・J FAITH）
7. REVOLVER
（作詞：P.O.S.、作曲：SKY BEATZ・SHIKATA・CHRIS HOPE）
5th單曲、電影《我們的明天》的主題曲、羅森「Pontaカード「Pontaでおトク」篇」電視廣告歌曲
《NEVER LET YOU GO》的B面曲
8. Think of you
（作詞：岡田マリア、作曲：HIKARI・SIRIUS・BIG-F）
9. NEVER LET YOU GO
（作詞：EXILE ATSUSHI、作曲：江上浩太郎、編曲：Pochi）
5th單曲、《EXILE Presents VOCAL BATTLE AUDITON 4 〜給懷抱夢想的年輕人們〜》第二審查的課題曲
10. Make It Real
（作詞：P.O.S.、作曲：ZETTON・FAST LANE・CHRIS HOPE・J FAITH）
11. I Remember
（作詞：數原龍友、作曲：FAST LANE・CHRIS HOPE・J FAITH）
12. STORY
（作詞：片寄涼太、作曲：SIRIUS、Jonas Zekkari、Gabriel Alares、BIG-F）
7th單曲、《Sing it Loud》的B面曲
13. 花
（作詞、作曲：ORANGE RANGE）
6th單曲、《Always with you》的B面曲

### DVD
1. NEVER LET YOU GO （Music Clip）
2. Always with you （Music Clip）
3. Sing it Loud （Music Clip）
4. GENERATIONS Document Movie

## 腳註
1. ↑  . Oricon. 2015-02-24  [2015-02-27]. （原始内容存档于2015-02-25） （日语）.

## 外部連結
- GENERATIONS官方網站